# Gåstorget
Gåstorget er et meget lille torv i Gamla stan i Stockholm. Pladsen blev anlagt i 1790'erne, da den blev anvendt som vendeplads for brandvæsnets hestevogne. Pladsen ligger mellem kvartererne Pomona större og Pomona mindre, og måler ca. 10 x 10 meter.

## Historie
Fra 1730 blev der efter forslag fra byarkitekt Johan Eberhard Carlberg (1683-1773) anlagt pladser i byen, hvor brandvæsnet kunne vende med hest og vogn, og i 1796 blev der oprettet en plads på stedet, hvor Gåstorget ligger i dag. En lignende lå allerede i 1783 på Tyska Brunnsplan. Vejen mellem Gåsgränd og Överskärargränd fik ikke et officielt navn, men blev ofte omtalt som Gåsplan eller Gåstorget. I 1981 blev det foreslået at opkalde torvet efter Evert Taube, men forslaget blev forkastet, og i stedet blev det nuværende navn officielt.
På pladsen står en bronzestatuen Tungviktare af Sven Lundqvist fra 1967.